# Just Cause 3
Just Cause 3 je enoigralska prvoosebna strelska videoigra, ki temelji na načinu open world. To pomeni, da lahko igralec prosto hodi po svetu, brez da bi bil pri tem prisiljen opravljati naloge. Ima tudi uničljivo okolje, ki je glede na temo, zelo pomembno saj pomaga pri pobegih, napadih itd. Je tudi taktična igra. Za opravljanje določenih nalog je potrebno veliko pred-priprav pa tudi znanja.